# Turidomus
Die Immobilien-Anlagestiftung Turidomus mit Sitz in Zürich ist eine Schweizer Anlagestiftung. Sie bezweckt die gemeinschaftliche Anlage und Verwaltung der ihr von Schweizer Vorsorgeeinrichtungen anvertrauten Mittel in Immobilien.
Die Stiftung investiert schweizweit sowohl in Wohn- wie auch in Geschäftsimmobilien. Per Ende 2008 verfügte die Anlagestiftung über einen Immobilienbestand im Wert von 2,761 Milliarden Schweizer Franken, davon entfielen drei Viertel auf Wohnliegenschaften und ein Viertel auf Geschäftsimmobilien. Insgesamt erzielte Turidomus 2008 einen Mietertrag von 165,5 Millionen Franken.
Gegründet wurde die Stiftung 2002 von je drei Vorsorgeeinrichtungen der damaligen Swissair-Gruppe und des Nestlé-Konzerns sowie der Pensionskasse Stadt Zürich. Diesen kamen später weitere Vorsorgeeinrichtungen hinzu.

## Rechtsgrundlagen
Die gesetzlichen Grundlagen bilden zum einen das Stiftungsrecht, zum anderen das Bundesgesetz über die berufliche Alters-, Hinterlassenen- und Invalidenvorsorge sowie die Verordnung über die berufliche Alters-, Hinterlassenen- und Invalidenvorsorge.
Als Anlagestiftung untersteht Turidomus der Aufsicht des Bundesamtes für Sozialversicherungen. Die aufsichtsrechtliche Grundlage bildet das von der Aufsicht Berufliche Vorsorge des Bundesamtes für Sozialversicherungen aufgestellte Dokument Anforderungen an Anlagestiftungen.
Darüber hinaus zählen zu den Rechtsgrundlagen auch die Statuten, das Reglement sowie die Anlagerichtlinien der Immobilien-Anlagestiftung Turidomus.

## Organisation
Oberstes Führungsorgan der Stiftung ist der zehnköpfige Stiftungsrat. Dieser wird von der Anlegerversammlung jeweils auf ein Jahr gewählt. Die Anlegerversammlung ihrerseits besteht aus Vertreter der anteilsbesitzenden Vorsorgeeinrichtungen, wobei sich das Stimmrecht nach der Beteiligungsquote am gesamten Anlagevermögen richtet.
Die Geschäftsführung sowie die Abwicklung der laufenden Geschäftstätigkeit wurde der Pensimo Management AG, an der die Anlagestiftung Turidomus mit 30 Prozent beteiligt ist, delegiert.